# Muscicapa tessmanni
Muscicapa tessmanni е вид птица от семейство Muscicapidae.

## Разпространение
Видът е разпространен в Гана, Екваториална Гвинея, Камерун, Демократична република Конго, Кот д'Ивоар, Либерия и Сиера Леоне.